# Цань Сюэ
Дэн Сяохуа́ (кит. упр. 邓小华, пиньинь Dèng Xiǎohuá; род. 30 мая 1953, Чанша, Хунань, КНР), известна под псевдонимом Цань Сюэ́ (кит. упр. 残雪, пиньинь Cán Xuě) — современная китайская писательница и литературный критик. Представительница авангардного направления.
Одна из восьми детей в семье. В детстве была окружена книгами по философии, которые принадлежали её отцу, изучавшему марксизм. Отец являлся главным редактором газеты «Новая Хунань». Мать также работала в этой газете.
В ходе кампании против правых элементов, родителей Дэн объявили «правыми» и сослали на исправительные работы в деревню. Девочка вместе с братьями и сёстрами осталась на попечении бабушки, которая вскоре умерла от голода. Дети питались цветками тыквы, сорняками, а когда поиски еды не увенчивались успехом, они употребляли в пищу старую одежду отца, включая меховое пальто.
Дэн не имела возможности получить полное образование, окончив лишь начальную школу. Сохранив любовь к чтению, она выучила английский язык, чтобы читать западную литературу. Работала «босоногим врачом» — врачом без лицензии, учительницей, а позже открыла дома небольшой пошивочный бизнес.
Её литературный путь начался в 1980-е годы под псевдонимом Цань Сюэ. Сильное влияние на её творчество оказали западные писатели — Кафка, Толстой, Шекспир и Данте. По состоянию на 2023 год, на её счету сотни опубликованных произведений — романов, повестей, рассказов. Некоторые из которых переведены на английский, французский, японский, немецкий, итальянский языки.
В 2015 году её роман «Последний любовник» стал лауреатом премии за лучшую переводную книгу. За роман «Любовь в новом тысячелетии» и сборник рассказов «Я живу в трущобах» была номинирована на Международную Букеровскую премию.
Проживает в Пекине.